# Sean Mason
Sean Mason (* 1998 in Charlotte (North Carolina)) ist ein amerikanischer Jazzmusiker (Piano, auch Komposition).

## Leben und Wirken
Mason fing relativ spät mit dem Klavierspiel an. Er begann im Alter von 13 Jahren, u. a. in der Kirche, zu spielen, nachdem er zuerst Posaune und Schlagzeug ausprobiert hatte. Er studierte an der University of North Carolina at Greensboro. Nachdem Branford Marsalis auf ihn aufmerksam wurde, wechselte er 2018 zur New Yorker Juilliard School,  die er jedoch während der COVID-19-Pandemie in den Vereinigten Staaten verließ. Sein Mentor und Privatlehrer wurde in dieser Zeit Frank Kimbrough. Mason gründete schließlich mit dem Bassisten Butler Knowles und dem Schlagzeuger Malcolm Charles ein eigenes Trio.
Seit 2019 trat Mason auch häufig als Sideman auf. Er war 2019 mit dem Quintett von Wynton Marsalis im Minton’s Playhouse und mit dem Young Stars Ensemble von Marsalis aufgetreten. Anfang 2020 spielte er im Septett der Posaunistin Mariel Bildsten, das die Musik von Count Basie und Duke Ellington im Bickford Theatre des Morris Museums spielte. Wie Jersey Jazz berichtete, war einer der Höhepunkte dieses Konzerts „eine atemberaubende Aufführung von Ellingtons ‚I Got It Bad (and That Ain’t Good)‘, die nur von der Rhythmusgruppe gespielt wurde, gefolgt von seinem ‚Dancers in Love‘, die Masons Tatum-ähnlichen Stil zeigte und es zur Freude des Publikums in einen Fats-Waller-ähnlichen Stride verwandelte.“
Im August 2020 ersetzte Mason Emmet Cohen im Quintett von Herlin Riley in der Nacht, in der der Dizzy’s Club im Lincoln Center nach der Pandemie wiedereröffnet wurde. Durch seine Verbindung mit Marsalis, der den Soundtrack für den Netflix-Film Ma Rainey’s Black Bottom geschrieben hatte, spielte Mason in dem Soundtrack Klavier (Ma Rainey’s Black Bottom: Music from the Netflix Film). Des Weiteren war er laut Tom Lord im Bereich des Jazz zwischen 2020 und 2021 an Aufnahmesessions von Joel Ross (The Parable of the Poet), Catherine Russell (Send for Me) und John Minnock (Simplicity, u. a. mit Dave Liebman, Mark Lewandowski) sowie von Ron Horton und Immanuel Wilkins im Kimbrough-Projekt beteiligt.
Zu seinem wichtigsten Einflüssen zählt Mason neben Ragtime und Stride Piano die Musik von Ray Charles.

## Diskographische Hinweise
- Catherine Russell & Sean Mason: My Ideal (Dot Time, 2024)